# 145년

## 연호
- 후한(後漢) 영희(永憙) 원년

## 기년
- 후한(後漢) 충제(沖帝) 2년 / 후한(後漢) 질제(質帝) 원년
- 신라(新羅) 일성 이사금(逸聖泥師今) 12년
- 고구려(高句麗) 태조대왕(太祖大王) 93년
- 백제(百濟) 개루왕(蓋婁王) 18년

## 탄생
- 4월 11일 - 로마 제국 20대 황제 셉티미우스 세베루스